# Sandro Preigschadt
Sandro Rogério Souto Preigschadt, também conhecido como Sandro Gaúcho (Santa Maria, 1 de novembro de 1970) é um ex-futebolista brasileiro, que atuava como atacante.
Sandro é recordista de gols no futebol cearense em uma só temporada, quando, em 1997, marcou 39 gols jogando pelo Fortaleza Esporte Clube.
Também é o 9º maior artilheiro da história do Fortaleza.

## Carreira
Sandro começou a trabalhar aos dez anos, quando ganhou o apelido na época de "cabeça de porco".
Foi revelado pelo Inter de Santa Maria-RS, em 1988. Nos anos seguintes, passou por pelo menos dez clubes da segunda e terceira divisões do Campeonato Gaúcho.
Em 1994, atuando pelo São Borja, foi vice-artilheiro da segunda divisão gaúcha, marcando 24 gols.
Se destacou no Fortaleza, onde atuou entre 1997 e 2000 e virou ídolo. Em 1997, marcou 39 gols em 44 jogos no Campeonato Cearense e se tornou o maior artilheiro em uma mesma edição do torneio.
Ao todo, marcou 66 gols pelo clube, sendo o 9º maior artilheiro de sua história.
Em 2000, atuou pelo Pelotas.
Atuou ainda por Blumenau, Matsubara, Ipatinga, Guarany de Sobral, Ceará e Santa Cruz.